# Мертел-Гроув (Північна Кароліна)
Мертел-Гроув (англ. Myrtle Grove) — переписна місцевість (CDP) в США, в окрузі Нью-Гановер штату Північна Кароліна. Населення — 11 476 осіб (2020).

## Географія
Мертел-Гроув розташований за координатами 34°7′41″ пн. ш. 77°53′13″ зх. д. / 34.12806° пн. ш. 77.88694° зх. д. (34.128050, -77.886851).  За даними Бюро перепису населення США в 2010 році переписна місцевість мала площу 18,69 км², з яких 17,36 км² — суходіл та 1,32 км² — водойми.

## Демографія
Згідно з переписом 2010 року, у переписній місцевості мешкало 8875 осіб у 3541 домогосподарстві у складі 2619 родин. Густота населення становила 475 осіб/км².  Було 3833 помешкання (205/км²).
Расовий склад населення:
| - 93,0 % — білих - 3,2 % — чорних або афроамериканців - 1,2 % — азіатів - 0,3 % — корінних американців - 0,1 % — вихідців з тихоокеанських островів |

До двох чи більше рас належало 1,4 %. Частка іспаномовних становила 2,1 % від усіх жителів.
За віковим діапазоном населення розподілялося таким чином: 21,5 % — особи молодші 18 років, 62,6 % — особи у віці 18—64 років, 15,9 % — особи у віці 65 років та старші. Медіана віку мешканця становила 43,6 року. На 100 осіб жіночої статі у переписній місцевості припадало 95,1 чоловіків;  на 100 жінок у віці від 18 років та старших — 93,5 чоловіків також старших 18 років.
Середній дохід на одне домашнє господарство  становив 85 836 доларів США (медіана — 70 950), а середній дохід на одну сім'ю — 99 003 долари (медіана — 86 332). Медіана доходів становила 64 052 долари для чоловіків та 41 302 долари для жінок. За межею бідності перебувало 9,6 % осіб, у тому числі 10,0 % дітей у віці до 18 років та 7,8 % осіб у віці 65 років та старших.
Цивільне працевлаштоване населення становило 4493 особи. Основні галузі зайнятості: освіта, охорона здоров'я та соціальна допомога — 22,2 %, мистецтво, розваги та відпочинок — 12,6 %, науковці, спеціалісти, менеджери — 12,1 %.